# 埃斯布利
埃斯布利（法語：Esbly，法語：[ɛsbli] ⓘ）是法国塞纳-马恩省的一个市镇，属于莫城区。

## 地理
埃斯布利（48°54'11"N, 2°48'45"E）面积3.12 平方千米，位于法国法蘭西島大區塞纳-马恩省，该省份为法国北部内陆省份，北起瓦兹省，西接埃松省、马恩河谷省、塞纳-圣但尼省和瓦兹河谷省，南至卢瓦雷省，东南接约讷省，东临马恩省和奥布省，东北接埃纳省。
与埃斯布利接壤的市镇（或旧市镇、城区）包括：孔代圣利比艾尔、库夫赖、伊勒莱维勒努瓦、莱什、蒙特里。
埃斯布利的时区为UTC+01:00、UTC+02:00（夏令时）。

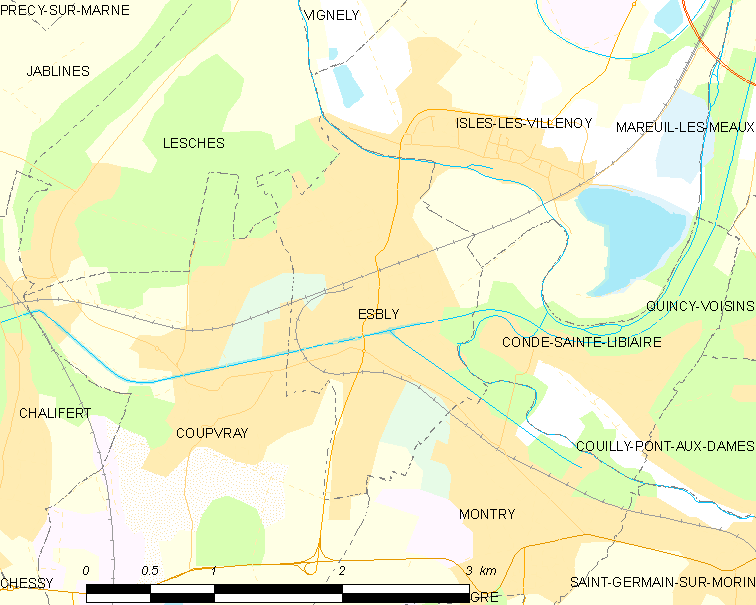
埃斯布利的OSM定位图

## 行政
埃斯布利的邮政编码为77450，INSEE市镇编码为77171。

## 政治
埃斯布利所属的省级选区为塞里斯县。

## 交通
埃斯布利站是巴黎－斯特拉斯堡铁路上的一个车站。

## 人口

1962-2008年间埃斯布利人口变化图示

埃斯布利于2022年1月1日时的人口数量为6237人。